# Iwona Nabożna
Iwona Maria Nabożna (ur. 19 września 1967 we Wrocławiu) – polska piłkarka ręczna, mistrzyni i reprezentantka Polski.

## Życiorys
Sport zaczęła uprawiać w Szkole Podstawowej nr 1 w Lublinie. Od 1982 była zawodniczką MKS Lublin, od 1987 do 1992 grała w AZS AWF Wrocław, z którym zdobyła dwukrotnie mistrzostwo Polski (1989, 1990). W 1992 została zawodniczką klubu sportowego Montex Lublin i kapitanem tej drużyny w roku awansu do ekstraklasy. Z lubelskim klubem zdobyła siedem mistrzostw Polski z rzędu (1995–2001). Karierę zakończyła z powodu kontuzji. W sezonie 2000/2001 zagrała w eliminacyjnych spotkaniach Pucharu EHF, który ostatecznie lubelska drużyna zdobyła bez jej udziału w decydujących spotkaniach (od ćwierćfinału).
Od piętnastego roku życia była powoływana do reprezentacji Polski w poszczególnych kategoriach wiekowych. W 1985 wraz z reprezentacją Polski wywalczyła brązowy medal młodzieżowych mistrzostw świata. W reprezentacji Polski seniorek debiutowała 24 września 1986 w towarzyskim spotkaniu z Austrią. Wystąpiła na mistrzostwach świata grupy A w 1986 (13. miejsce) i w 1993 (10. miejsce) oraz grupy B w 1989 (6. miejsce). Grała na mistrzostwach Europy w 1996 (11. miejsce) i w 1998 (5. miejsce). Ostatni raz w biało-czerwonych barwach wystąpiła 21 lutego 1999 w towarzyskim spotkaniu z Niemcami. Łącznie w pierwszej reprezentacji Polski wystąpiła 200 razy, zdobywając 374 bramki.
W 1994 i 1995 była wybierana najlepszym sportowcem roku w województwie lubelskim w plebiscycie „Kuriera Lubelskiego”.
Absolwentka Akademii Wychowania Fizycznego we Wrocławiu (1993). Po zakończeniu kariery sportowej podjęła pracę jako nauczycielka wychowania fizycznego. W 2010 została równocześnie asystentką trenera Kima Rasmussena w reprezentacji Polski seniorek.
W wyborach samorządowych w 2024 z ramienia Koalicji Obywatelskiej uzyskała mandat radnej Sejmiku Województwa Lubelskiego.